# Rouvres-sous-Meilly
Pour les articles homonymes, voir Rouvres.
Rouvres-sous-Meilly est une commune française située dans le canton d'Arnay-le-Duc du département de la Côte-d'Or, en région Bourgogne-Franche-Comté.
Sa mairie est située dans le même bâtiment que celle de sa voisine Meilly-sur-Rouvres, sur le territoire de cette dernière, au 2, rue des Écoles à quelques mètres de la limite entre les deux communes.
Particularité partagée avec 7 autres communes : Château-Chinon (Campagne) (Nièvre) ; Pourcharesses (Lozère) ; Le Malzieu-Forain (Lozère) ; Turquestein-Blancrupt (Moselle) ; Taillepied (Manche) ; Demi-Quartier (Haute-Savoie) ; Le Plessis-Patte-d'Oie (Oise) dont les mairies respectives sont situées dans la commune voisine.
Son église Saint-Aignan est aussi celle de Meilly-sur-Rouvres et est située près des mairies de l'autre côté de la départementale 944.

## Géographie

### Climat
Pour des articles plus généraux, voir Climat de la Bourgogne-Franche-Comté et Climat de la Côte-d'Or.
En 2010, le climat de la commune est de type climat océanique dégradé des plaines du Centre et du Nord, selon une étude du Centre national de la recherche scientifique s'appuyant sur une série de données couvrant la période 1971-2000. En 2020, Météo-France publie une typologie des climats de la France métropolitaine dans laquelle la commune est exposée à un climat océanique altéré et est dans une zone de transition entre les régions climatiques « Lorraine, plateau de Langres, Morvan » et « Bourgogne, vallée de la Saône ». 
Pour la période 1971-2000, la température annuelle moyenne est de 10,5 °C, avec une amplitude thermique annuelle de 17,5 °C. Le cumul annuel moyen de précipitations est de 815 mm, avec 12,1 jours de précipitations en janvier et 7,7 jours en juillet. Pour la période 1991-2020, la température moyenne annuelle observée sur la station météorologique de Météo-France la plus proche, « Pouilly-en-Aux_sapc », sur la commune de Pouilly-en-Auxois à 6 km à vol d'oiseau, est de 10,7 °C et le cumul annuel moyen de précipitations est de 859,1 mm,. Pour l'avenir, les paramètres climatiques de la commune estimés pour 2050 selon différents scénarios d'émission de gaz à effet de serre sont consultables sur un site dédié publié par Météo-France en novembre 2022.

## Urbanisme

### Typologie
Au 1er janvier 2024, Rouvres-sous-Meilly est catégorisée commune rurale à habitat dispersé, selon la nouvelle grille communale de densité à 7 niveaux définie par l'Insee en 2022.
Elle est située hors unité urbaine. Par ailleurs la commune fait partie de l'aire d'attraction de Dijon, dont elle est une commune de la couronne,. Cette aire, qui regroupe 333 communes, est catégorisée dans les aires de 200 000 à moins de 700 000 habitants,.

### Occupation des sols
L'occupation des sols de la commune, telle qu'elle ressort de la base de données européenne d’occupation biophysique des sols Corine Land Cover (CLC), est marquée par l'importance des territoires agricoles (89,5 % en 2018), une proportion identique à celle de 1990 (89,5 %). La répartition détaillée en 2018 est la suivante : 
terres arables (46,4 %), prairies (43,1 %), eaux continentales (5,9 %), zones urbanisées (4,6 %). L'évolution de l’occupation des sols de la commune et de ses infrastructures peut être observée sur les différentes représentations cartographiques du territoire : la carte de Cassini (XVIIIe siècle), la carte d'état-major (1820-1866) et les cartes ou photos aériennes de l'IGN pour la période actuelle (1950 à aujourd'hui).

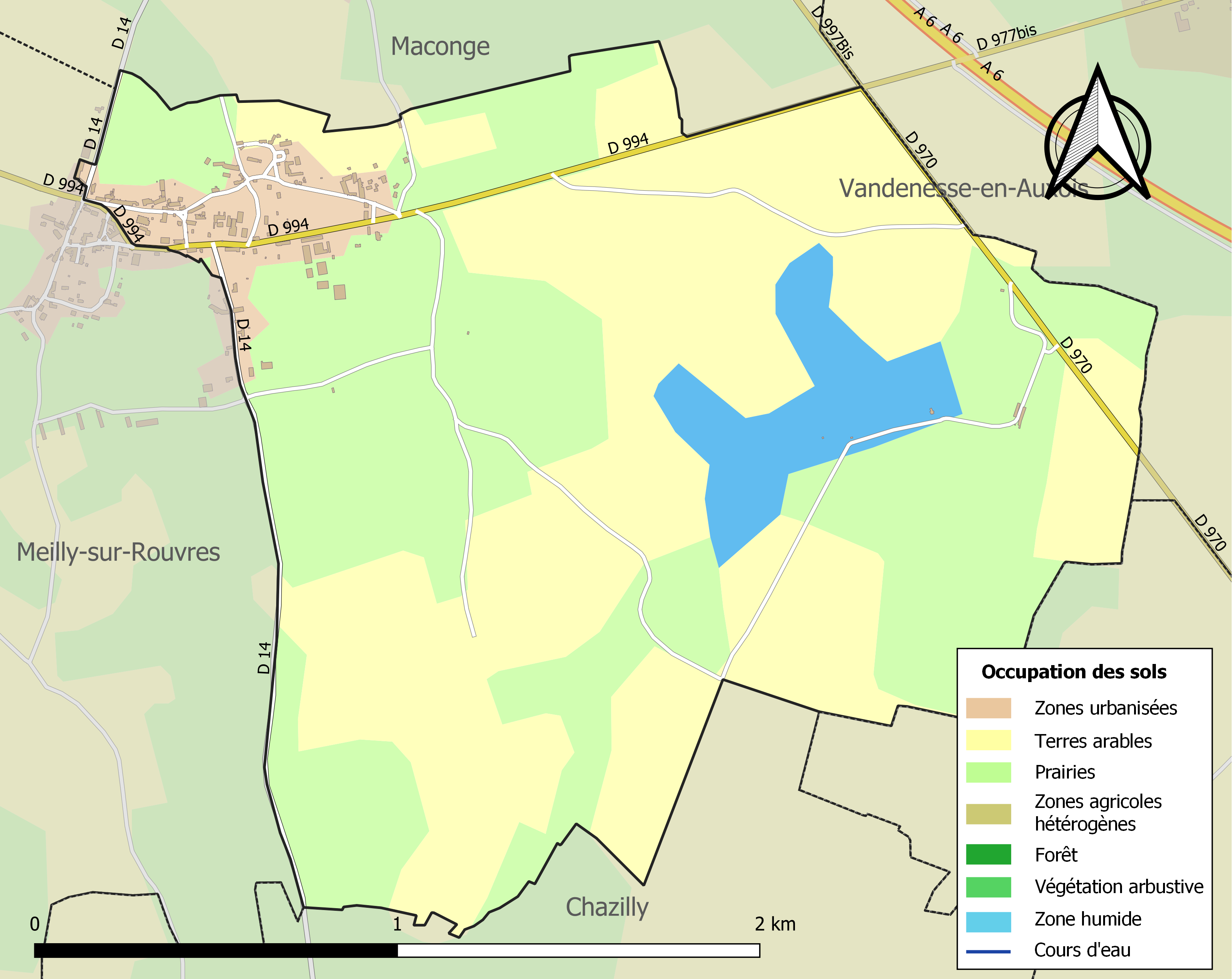
Carte des infrastructures et de l'occupation des sols de la commune en 2018 (CLC).

## Toponymie
Noms connus : Potestas Roboris (1079-1085) ; Guido de Rovreÿs in Ausoys (1258) ; Ecclesia de Rovris (1281) ; Rouvres (XIVe siècle, av. 1312) ; Rouvres lès Milley en Auxois (1400) ; Rovres (1397) ; Rouvres soubz Meilly (1442) ; Rouvre soubz Meilly (1461) ; Rouvre (1574) ; Rouvre soubs Meilly (1657) ; Rouvre soubz Maconge (1676) ; Rouvre souz Meilly (1691) ; Rouvre sous Meilly (1695).

## Politique et administration

### Civile sous l'Ancien régime
- 1790   - Jean Vivant Micault de Corbeton(10/05/1725-17/03/1794), Président au Parlement de Bourgogne, seigneur de Meilly-sur-Rouvres, Rouvres-sous-Meilly, Saligny, Liernolles, Maconge, Barbirey-sur-Ouche, Santenay, Pommard et autres lieux, dernier marquis de Joncy, époux de Marie Françoise Trudaine. Mort décapité.

### Civile depuis La Révolution
| Période                                  | Période         | Identité                                 | Étiquette | Qualité |
| ---------------------------------------- | --------------- | ---------------------------------------- | --------- | ------- |
| février 1790                             | florial an VIII | M. Pierre Adelon                         |           |         |
| prairial an VIII                         | octobre 1832    | M. Jacques Berger-Picard                 |           |         |
| novembre 1832                            | octobre 1834    | M. Pierre Berger-Fournier                |           |         |
| novembre 1834                            | octobre 1839    | M. Denis Varlot                          |           |         |
| novembre 1839                            | juillet 1840    | M. Denis Mairet                          |           |         |
| juillet 1840                             | septembre 1846  | M. Gaspard Champy de Boizierand          |           |         |
| octobre 1846                             | 1876            | M. Pierre Berger-Fournier                |           |         |
| juin 1876                                | février 1902    | M. Pierre Gagey                          |           |         |
| avril 1902                               | avril 1910      | M. Pierre Mignon                         |           |         |
| avril 1910                               | mai 1922        | M. Louis Gauveney                        |           |         |
| juin 1922                                | mai 1935        | M. Paul Guyon                            |           |         |
| mai 1935                                 | juillet 1938    | M. André Henriot                         |           |         |
| novembre 1938                            | mai 1945        | M. Claude Mairet                         |           |         |
| mai 1945                                 | décembre 1950   | M. Auguste Lucotte                       |           |         |
| décembre 1950                            | août 1957       | M. Pierre Mignon                         |           |         |
| août 1957                                | 1963            | M. Lucien Guiller                        |           |         |
| août 1963                                | mars 1965       | M. Léon Giboulot                         |           |         |
| mars 1965                                | mars 1969       | M. Pierre Repiquet                       |           |         |
| mars 1969                                | mars 1974       | M. Stéphane Chevalier                    |           |         |
| juin 1974                                | juillet 1989    | M. Jean Gondard                          |           |         |
| juillet 1989                             | mars 2014       | M. Serge Masson                          |           |         |
| mars 2014                                |                 | Mme Marie-Bernadette Degouve de Nuncques |           |         |
| Les données manquantes sont à compléter. |                 |                                          |           |         |

## Démographie
L'évolution du nombre d'habitants est connue à travers les recensements de la population effectués dans la commune depuis 1793. Pour les communes de moins de 10 000 habitants, une enquête de recensement portant sur toute la population est réalisée tous les cinq ans, les populations de référence des années intermédiaires étant quant à elles estimées par interpolation ou extrapolation. Pour la commune, le premier recensement exhaustif entrant dans le cadre du nouveau dispositif a été réalisé en 2008.

En 2022, la commune comptait 85 habitants, en évolution de −6,59 % par rapport à 2016 (Côte-d'Or : +0,82 %, France hors Mayotte : +2,11 %).
| 1793 | 1800 | 1806 | 1821 | 1836 | 1841 | 1846 | 1851 | 1856 |
| ---- | ---- | ---- | ---- | ---- | ---- | ---- | ---- | ---- |
| 188  | 193  | 214  | 224  | 247  | 249  | 260  | 259  | 263  |

| 1861 | 1866 | 1872 | 1876 | 1881 | 1886 | 1891 | 1896 | 1901 |
| ---- | ---- | ---- | ---- | ---- | ---- | ---- | ---- | ---- |
| 249  | 240  | 250  | 237  | 261  | 240  | 252  | 225  | 212  |

| 1906 | 1911 | 1921 | 1926 | 1931 | 1936 | 1946 | 1954 | 1962 |
| ---- | ---- | ---- | ---- | ---- | ---- | ---- | ---- | ---- |
| 230  | 190  | 171  | 176  | 185  | 167  | 152  | 130  | 129  |

| 1968 | 1975 | 1982 | 1990 | 1999 | 2006 | 2008 | 2013 | 2018 |
| ---- | ---- | ---- | ---- | ---- | ---- | ---- | ---- | ---- |
| 119  | 114  | 104  | 93   | 104  | 102  | 101  | 93   | 87   |

| 2022 | - | - | - | - | - | - | - | - |
| ---- | - | - | - | - | - | - | - | - |
| 85   | - | - | - | - | - | - | - | - |

## Culture locale et patrimoine

### Lieux et monuments
- Réservoir du Tillot de 0,52 million de m3 destiné à l'alimentation en eau du canal de Bourgogne.
- Église Saint-Aignan (XVe siècle), inscrite à l’inventaire des Monuments historiques par arrêté du 3 juin 1927.

### Personnalités liées à la commune
- Jean Noireau (1755-1821) né à Rouvres-sous-Meilly, fut maréchal de camp (général de brigade) des armées de Napoléon Ier.
- Jeanne Rozerot (1867-1914), originaire de Meilly-sur-Rouvres, elle fut la maîtresse, la mère de ses enfants et l'égérie d'Émile Zola. Elle est enterrée à Rouvres-sous-Meilly.

### Héraldique
| Blason de Rouvres-sous-Meilly | Blason  | Parti : au 1er d'or à un chêne d'azur englanté du champ, au 2e d'azur à une tête de bœuf coupée d'argent. |
| Blason de Rouvres-sous-Meilly | Détails | Officiel.                                                                                                 |